# Dierna
Dierna is een geslacht van vlinders van de familie spinneruilen (Erebidae), uit de onderfamilie Calpinae.

## Soorten
- D. lilacea Bethune-Baker, 1906
- D. patibulum Fabricius, 1794
- D. strigata Moore, 1867
- D. timandra Alphéraky, 1897